# Mihai Gavriliuc
Mihai Gavriliuc (n. 8 noiembrie 1913, Dumbrăveni (județul Botoșani, acum județul Suceava) – d. ?) a fost un general român de Securitate, care a îndeplinit funcția de  șef al Direcției de Informații Externe din România în perioada 16 decembrie 1955 - 15 iulie 1959.

## Biografie
Conform afirmațiilor lui Ion Mihai Pacepa, Mihai Gavriliuc era general NKVD ucrainean și se numea Mikhail Gavrilyuk. El și-a românizat numele în cel de Mihai Gavriliuc. Cu toate acestea, „era total analfabet și vorbea românește mai prost decât Bulgarul (Vasile Vâlcu n.n.)”, fiind „și mai receptiv la ordinele Moscovei”.
A lucrat la începutul anilor 1950 în cadrul Comisiei Controlului de Stat: mai întâi ca vicepreședinte, cu rang de ministru-adjunct (17 august 1951 – 15 octombrie 1953) și apoi ca președinte, cu rang de ministru (15 octombrie 1953 – 31 mai 1955) în guvernul Gheorghe Gheorghiu-Dej (2). „Copiată după modelul sovietic, Comisia Controlului de Partid a fost în toți anii comunismului un tribunal implacabil, având ca misiune menținerea unei stări de teamă și un climat de suspiciune generalizată în rândurile celor deveniți membri ai «detașamentului de avangardă». Scopurile Comisiei erau deopotrivă punitive și preventive: pedepsirea celor ce se făceau vinovați de «abateri de la linia partidului» și împiedicarea oricărei licăriri de spirit critic. Se aplica imperativul leninist care cerea ca partidul să treacă periodic prin «verificări de cadre», epurări care se soldau cu zeci și chiar sute de mii de excluderi. La C.C.P. se practicau metodele schingiuirii psihologice.” Decretul de eliberare a sa din funcția de președinte al Comisiei Controlului de Stat menționa că Mihai Gavriliuc urma să primească alte însărcinări.
La data de 16 decembrie 1955, Mihai Gavriliuc, de meserie inginer minier, și, totodată, șef al Secției Cadre a C.C. al P.M.R., a fost numit în funcția de șef al Direcției I - Informații Externe a Direcției Generale a Securității Statului. (Adjuncții săi Nicolae Doicaru și Aurel Moiș și-au disputat după 1959 această poziție importantă din spionajul românesc). 
De asemenea, cu prilejul lucrărilor celui de–al doilea Congres al P.M.R., desfășurat la București între 23–28 decembrie 1955, a fost ales și membru al C.C. al P.M.R., fapt ce atestă importanța și atenția sporită acordată de conducerea comunistă activității de informații externe.
În 1956 a fost avansat la gradul de general maior.
Mihai Gavriliuc a condus Direcția de Informații Externe până la data de 15 iulie 1959, când ministrul afacerilor interne, Alexandru Drăghici, a propus pensionarea acestuia argumentând că „în muncă este indisciplinat și dezordonat, i se ordonă să execute într-un fel o lucrare și el nu ține cont de ordinul primit și o execută după cum îl taie capul, ceea ce a dus la dărâmarea unor acțiuni”. De asemenea, Drăghici l-a acuzat pe Gavriliuc că „este îngâmfat și îi place mult să se laude”, precum și de încălcarea instrucțiunilor de remunerare a agenturii, fapt ce a dus la „risipă de valută și la deconspirarea unor agenți”.
Ulterior, Mihai Gavriliuc a fost exclus din partid pentru „fățărnicie și nesinceritate” (ar fi ascuns apartenența în tinerețe la Frățiile de Cruce).
Gavriliuc a fost membru al C.C. al P.M.R. în perioada 1955–1960.

## Distincții
- Medalia „A cincea aniversare a Republicii Populare Române” (24 decembrie 1952) „pentru lupta și munca duse în vederea făuririi, consolidării și prosperării Republicii Populare Române”[11]
- Ordinul „Apărarea Patriei” clasa a II-a (30 decembrie 1957) „cu ocazia celei de a zecea aniversări a proclamării Republicii Populare Romîne și pentru merite deosebite în îndeplinirea sarcinilor date de Partidul Muncitoresc Romîn, pentru merite deosebite pe tărîmul construcției de stat, economice, sociale, culturale și obștești”[12]